# Pottenberg
Pottenberg is een naoorlogse woonwijk in het westen van de Nederlandse stad Maastricht. Het is tevens een van de 44 officiële buurten binnen de gemeente Maastricht. De buurt is gebouwd in de jaren 1960 en is door de Rijksdienst voor het Cultureel Erfgoed aangewezen als "behoudenswaardige wederopbouwwijk".

## Naamgeving en ligging
Pottenberg is genoemd naar een veldnaam die al in 1435 gebruikt werd. De naam verwijst tevens naar een activiteit die door de eeuwen heen van groot belang is geweest in Maastricht: de pottenbakkerij. Veel straten zijn vernoemd naar kleisoorten (Terra Cottalaan, Chamottestraat), potvormen (Klokbekerstraat, Amfoorstraat) of pottenbakkerstechnieken (Emailstraat, Decorstraat). Daarnaast zijn er straten die vernoemd zijn naar gesteenten die bewerkt kunnen worden (Veldspaatstraat, Silexstraat). Aan de Potteriestraat werd in 1970 een beeld onthuld van een "pottemenneke", symbool voor de generaties Maastrichtenaren die in de aardewerkfabrieken van De Sphinx, Mosa of Société Céramique werkten.
Pottenberg ligt op een glooiende hoogte, een uitloper van de Dousberg, waaraan de buurt het tweede deel van zijn naam dankt. De buurt Pottenberg is onderdeel van de wijk Maastricht-West en wordt begrensd door Belfort in het zuiden, Dousberg-Hazendans in het westen, Malpertuis in het noorden en Brusselsepoort in het oosten. De belangrijkste ontsluitingsweg is de Via Regia, die de buurt zowel met het centrum van Maastricht als met het Belgische achterland verbindt.

## Geschiedenis

### Agrarisch gebied
Voorheen bestond het gebied waar thans Pottenberg ligt uit landerijen, die tot 1794 in handen waren van kerken of kloosters en die bewerkt werden door boeren uit nabije dorpen (Oud-Caberg, Biesland, Wolder). Caberg en omgeving behoorden tijdens het ancien régime tot de vrije rijksheerlijkheid Pietersheim; Biesland en Wolder behoorden tot het graafschap van de Vroenhof, dat bestuurd werd vanuit de niet meer bestaande Hof van Lenculen aan de Tongersestraat. Na 1200 werd dit graafschap een Brabants leen. Na de komst van de Fransen werd het gebied van Pottenberg ingedeeld bij de gemeente Vroenhoven. Bij de definitieve splitsing van Nederland en België in 1839 werd het gebied opgenomen in de Nederlandse gemeente Oud-Vroenhoven. Deze gemeente werd op 1 januari 1920 door Maastricht geannexeerd. De eerste tientallen jaren na de annexatie veranderde er weinig, maar in 1954 werd een uitbreidingsplan gepresenteerd waarin het gebied tussen Caberg en Wolder zou worden bebouwd.

### Bouw van de wijk
Pottenberg werd in 1958 ontworpen door de stedenbouwkundige Frans Dingemans voor 4500 tot 5000 inwoners. Dingemans volgde daarbij de indertijd populaire 'wijkgedachte' of 'parochiefilosofie', zoals neergelegd in het Uitbreidingsplan in Hoofdzaken ("Plan West") uit 1954. De parochiefilosofie hield in dat een nieuwbouwwijk qua omvang en voorzieningen moest functioneren als een parochie, dat wil zeggen: de parochiekerk in het midden, daaromheen scholen, verenigingsgebouwen, winkels en andere voorzieningen, daaromheen woonbuurten voor arbeiders en ambtenaren en aan de randen daarvan recreatiegebieden. In sommige gevallen kwamen er ook woonbuurten voor welgestelden of voor asocialen ('woonscholen'). Volgens de woonschoolfilosofie zou de menging van bewoners leiden tot meer sociaal aangepast gedrag.
De bouw van Pottenberg vond plaats van 1960 tot 1967. Zoals in de meeste naoorlogse wijken in Maastricht bestond het overgrote deel van de woningvoorraad uit huurwoningen. Oorspronkelijk was er meer particuliere woningbouw gepland, maar de vraag daarnaar bleef begin jaren 1960 in de relatief arme industriestad Maastricht achter.

### Buurtaanpak
Volgens een buurtpeiling in 2010 scoorde Pottenberg qua welzijn op veel punten lager dan het Maastrichtse gemiddelde. Als oorzaak wordt gezien de eenzijdige bevolkingssamenstelling: relatief veel lagere inkomens, ouderen, immigranten en eenoudergezinnen. Zwakke punten volgens het onderzoek waren onder andere de hoge werkloosheid (met 21,9% destijds het hoogst in Maastricht), de gedateerde woningen (veel kleine etagewoningen zonder lift; meer dan in andere Maastrichtse buurten), de gebrekkige kwaliteit van het groen, de vergrijzing van de buurt en het ontbreken van activiteiten voor de jeugd. Om hierin verbetering te brengen presenteerde de gemeente Maastricht, samen met de Maastrichtse woningcorporaties, bewoners en partnerorganisaties, in 2009 een plan van aanpak voor de daaropvolgende tien jaar. Zo werd getracht om de woningdifferentiatie te vergroten (het streven was de verhouding huur-koop evenwichtiger te maken; van 85:15 naar 65:35), verouderde woningen te vervangen door seniorenappartementen en grondgebonden stadswoningen, en de verblijfskwaliteit te vergroten van de twee 'groene wiggen' aan de noord- en zuidzijde van de wijk. Het 'Poortgebouw' en de 'Mammoetflat' in het centrum van de wijk zouden worden gesloopt, hoewel beide waren aangemerkt als beeldbepalende gebouwen in de beschermde wijk, evenals de portiekflats aan de Terra Cottalaan.
De sloopplannen zouden initieel in 2021 worden uitgevoerd maar deze zijn inmiddels meerdere keren uitgesteld en halverwege 2023 staan zowel het 'Poortgebouw' als de 'Mammoetflat' nog. Anno 2022 ligt het inkomensniveau in Pottenberg nog steeds beneden het gemiddelde in Maastricht. De werkloosheid is er bovengemiddeld hoog, evenals het percentage bewoners dat afhankelijk is van een uitkering. Een meerderheid van de bewoners woont in een sociale huurwoning.

## Voorzieningen, sport en recreatie

### Voorzieningen
Pottenberg heeft een klein buurtwinkelcentrum (aanvankelijk met 15 winkels) en een buurtcentrum (De Romein). In de voormalige parochiekerk is sinds 2012 de Armeens-apostolische Surp Karapetkerk gevestigd; de rooms-katholieke parochie van Christus Hemelvaart is thans onderdeel van het parochiecluster Maastricht-West en heeft sinds 2013 geen eigen kerkgebouw meer in Pottenberg. De buurt heeft een islamitische basisschool (El Habib) en een school voor praktijkonderwijs (Terra Nigra College).
Pottenberg is per openbaar vervoer redelijk goed bereikbaar; op werkdagen rijdt er 4x per uur een Arriva-stadsbus.

### Recreatie
Pottenberg is een relatief groene buurt met veel openbaar groen (onder andere langs de Terra Cottalaan en de Klokbekerstraat). Aan de Silexstraat ligt een Cruyff Court. Tussen Pottenberg en de drukke doorgaande weg Via Regia ligt een brede parkstrook, die tegenwoordig wordt aangeduid als Van de Vennepark-Zuid. Het noordelijk deel van dit park ligt in de buurten Malpertuis en Malberg.
Direct ten westen van Pottenberg ligt het recreatiegebied Dousberg met onder andere een tennis- en squashcentrum, een skibaan en de 18-holes golfbaan van Golfclub Maastricht.

### Verenigingsleven
Er zijn verschillende verenigingen in Pottenberg, onder andere twee carnavalsverenigingen (De Mammoeters en De Jumbo's) en een scoutingvereniging (Maastricht-West). Stichting Jeugdwerk Pottenberg (SJP) biedt speelclubs voor kinderen van 6 tot en met 15 jaar. De Stichting Ouderenwerk Pottenberg (SOP) verzorgt activiteiten voor ouderen en gehandicapten in de wijk en omgeving.

## Stedenbouw, architectuur en kunst in de openbare ruimte
Pottenberg is gebouwd in de jaren 60 van de twintigste eeuw en geldt als een typisch voorbeeld van de stedenbouwkundige en architectonische opvattingen over volkshuisvesting in die periode. Om die reden heeft de Rijksdienst voor het Cultureel Erfgoed (RCE) Pottenberg benoemd tot een van de dertig wederopbouwgebieden in Nederland die behouden moeten blijven. De wijk werd gebouwd naar een stedenbouwkundig plan van stadsarchitect Frans Dingemans. Het uitbreidingsplan was gebaseerd op het Plan West uit 1954, dat voorzag in een waaier van parochieachtige wijken in Maastricht-West, gescheiden door brede groenstroken en verbonden door de "inter-parochiële weg" (in Pottenberg Potteriestraat geheten). Ongeveer 60% van de circa 1250 gerealiseerde woningen in Pottenberg waren gestapelde woningen; 40% bestond uit eengezinswoningen.

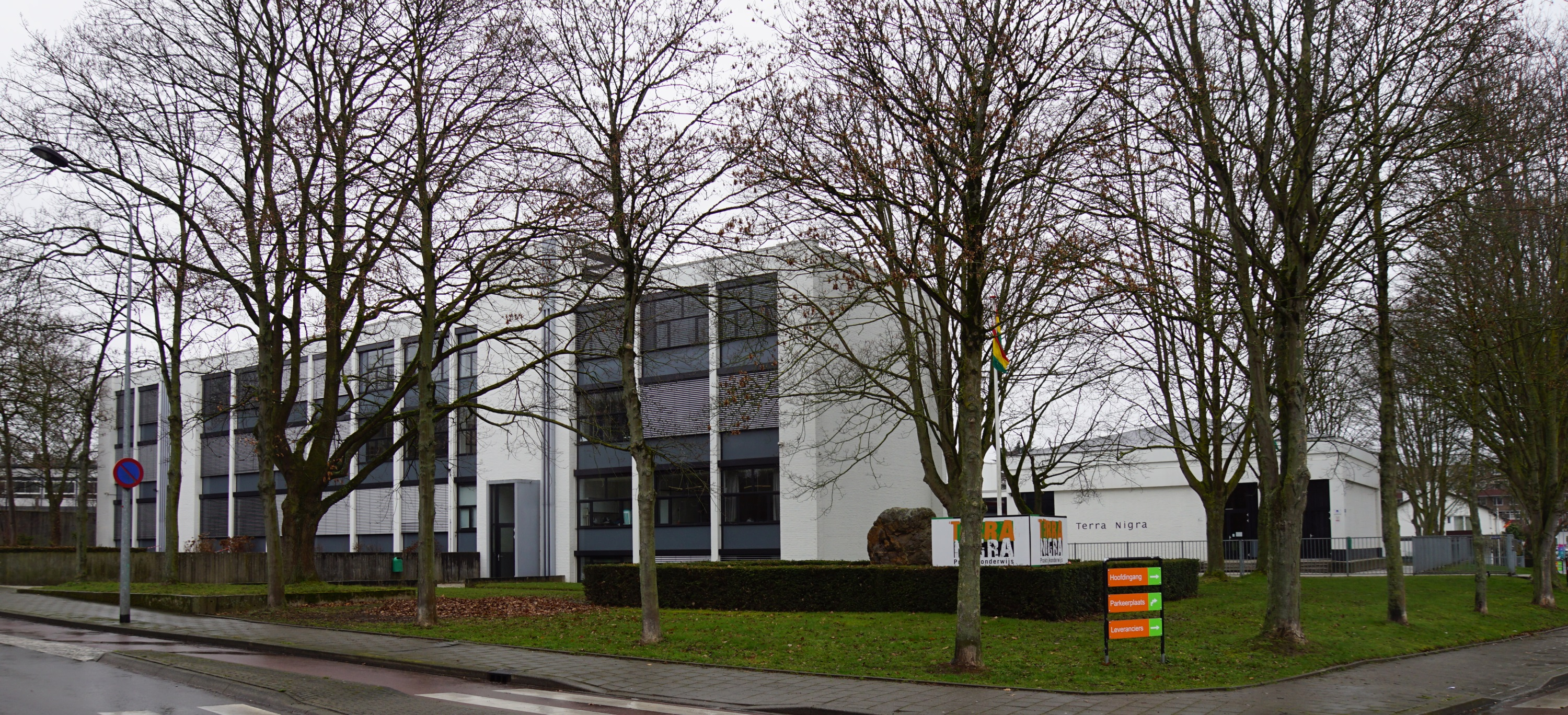
Terra Nigraschool

De etagewoningen uit 1960 van architect Harry Koene aan de Majolicastraat-Van de Vennepark behoren bij de eerste woningen die in de nieuwe wijk werden opgeleverd. Het thans bedreigde Poortgebouw en de tegenoverliggende Mammoetflat aan de Potteriestraat uit 1960-62 zijn ontworpen door J.A.M. Kurvers in opdracht van de woningbouwvereniging "Ons Limburg". Aan de Veldspaatstraat en Terra Nigrastraat liggen twee-onder-een-kapwoningen van architect Frans Snelder uit 1963-66. Uit dezelfde periode dateert de muloschool van Theo Boosten aan de Terra Nigrastraat. Laatstgenoemd gebouw is een gemeentelijk monument, even als de galerijflats aan de Potteriestraat en de portiekflats en winkels aan het Terra Cottaplein, beide van architect Kurvers uit 1960.
De parochiekerk, met een zeshoekige plattegrond en een onregelmatig koperen dak, is ontworpen door architect A.F. Brenninkmeyer in 1964 en werd in 1966 opgeleverd. De glas-in-beton en glas-in-loodramen zijn van Eugène Laudy en A. Iwschenke. Fons Bemelmans ontwierp het tabernakel. De vrijstaande, driehoekige open campanile moest het tot 1980 zonder klokken doen.
In een plantsoen op de kruising van de Potteriestraat en de Terra Cottalaan staat sinds 1970 een beeld van het "Pottemenneke" van Otmar Lochschmidt, hét symbool van Pottenberg. In het zuidelijk deel van het Van de Vennepark, bij de hoek Porseleinstraat-Via Regia staat het betonnen kunstwerk Moderne ruïne van Lex Wechgelaar uit 1971, bestaande uit een vertikale balk, aan weerszijden geflankeerd door horizontale balken, geplaatst in een hoek van 90 graden. Het kunstwerk stelt de overblijfselen van een moderne woningwetwoning voor met de standaardmaatvoering 7 × 10 × 3 meter. Moderne ruïne is een geschenk van de vlakbijgelegen belastingdienst, die het in maart 1971 liet plaatsen.

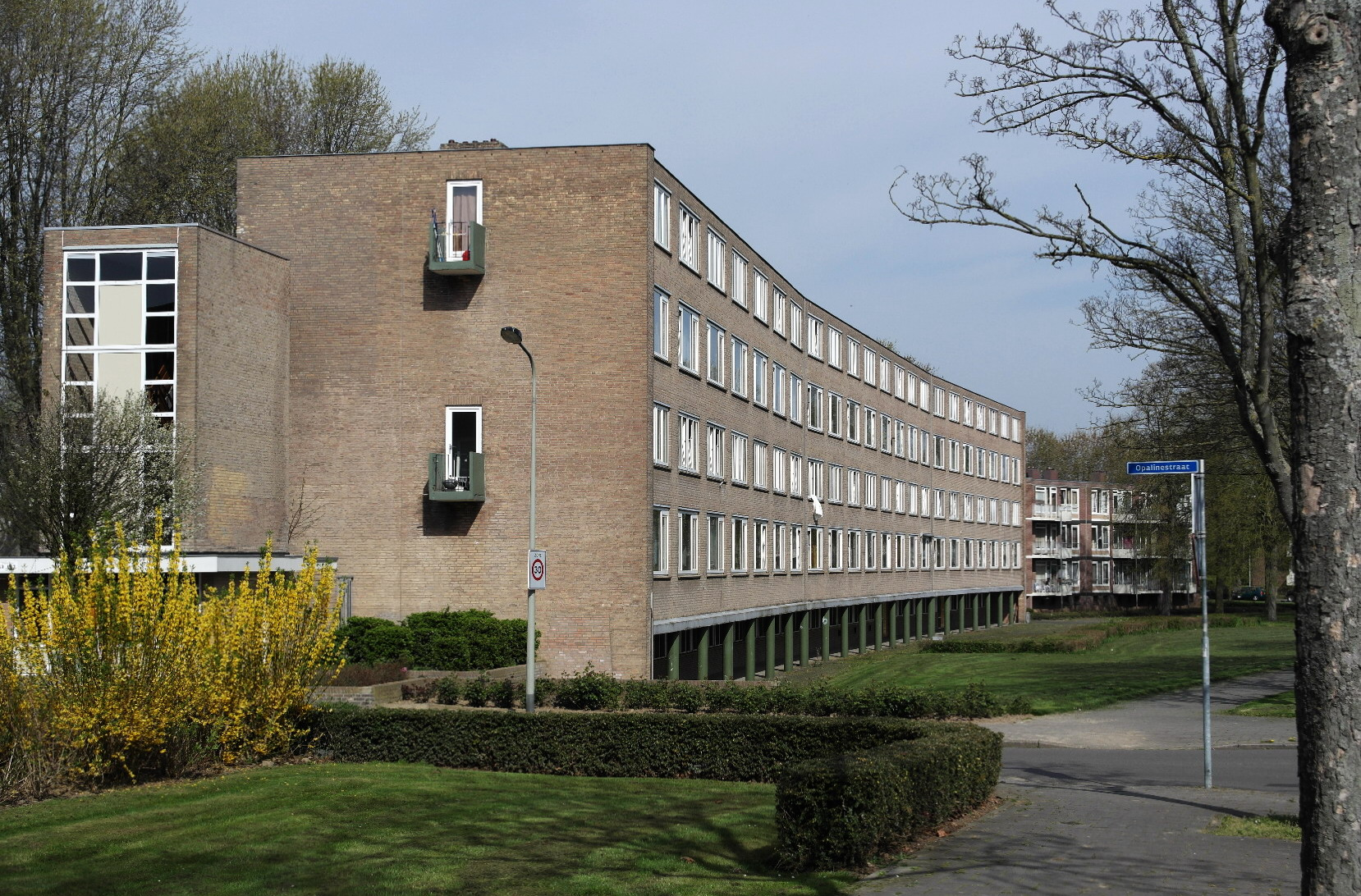
Mammoetflat
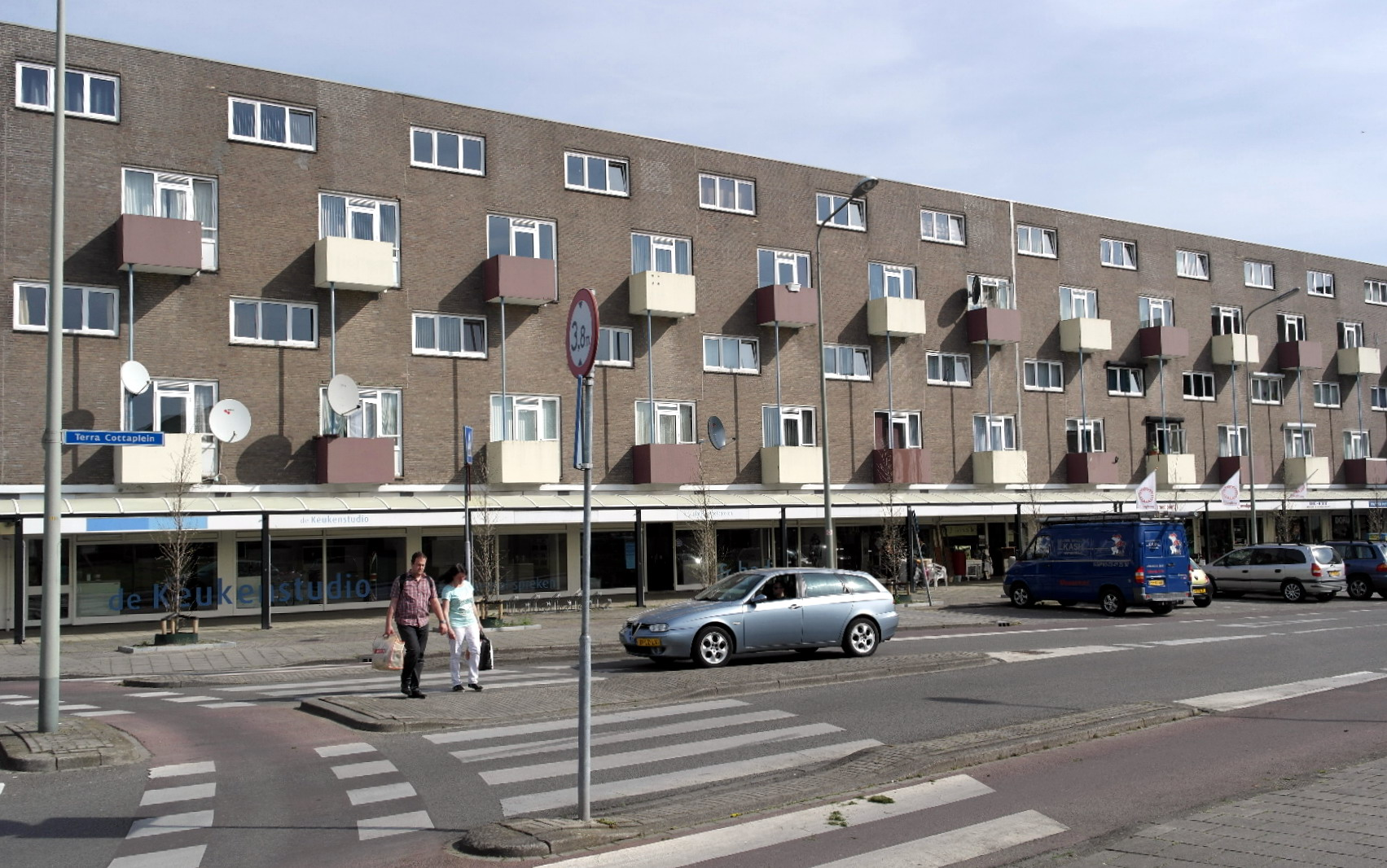
Terra Cottaplein
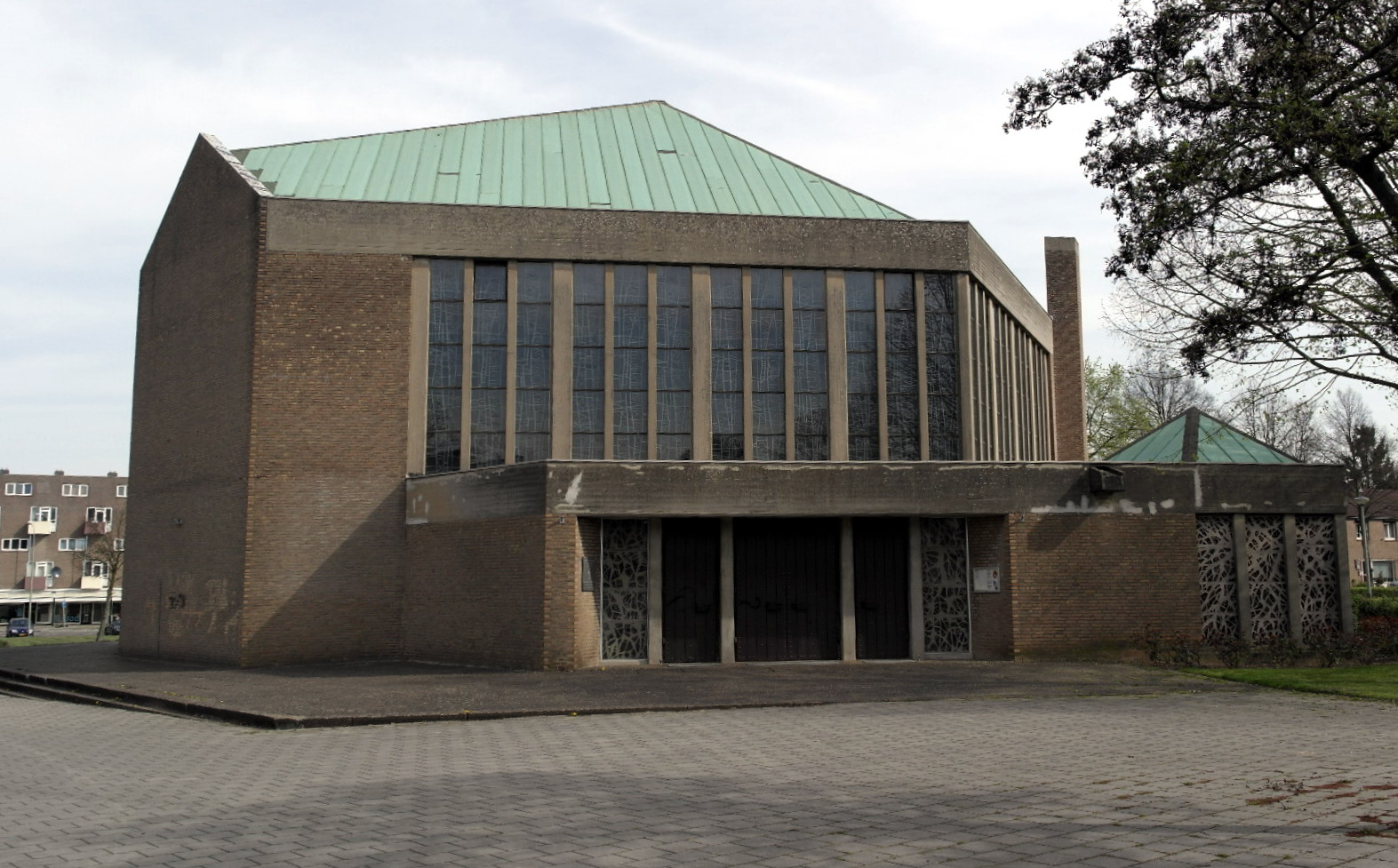
Kerk van Pottenberg
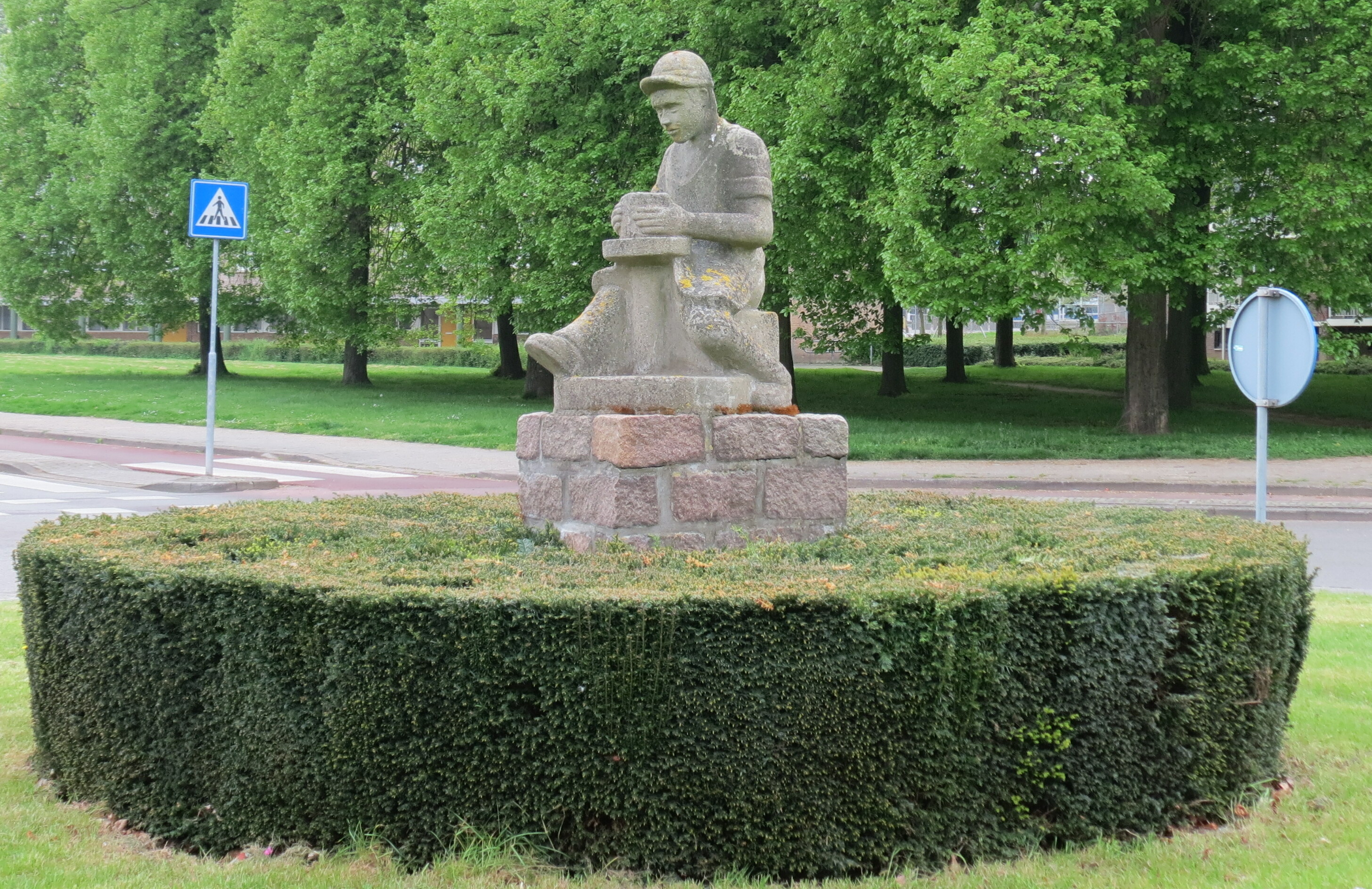
Pottemenneke